# Amt Vöhrenbach
Das Amt Vöhrenbach war in napoleonischer Zeit eine Verwaltungseinheit im Südosten des Großherzogtums Baden. Es bestand von 1807 bis 1811.

## Geschichte

### Historischer Hintergrund

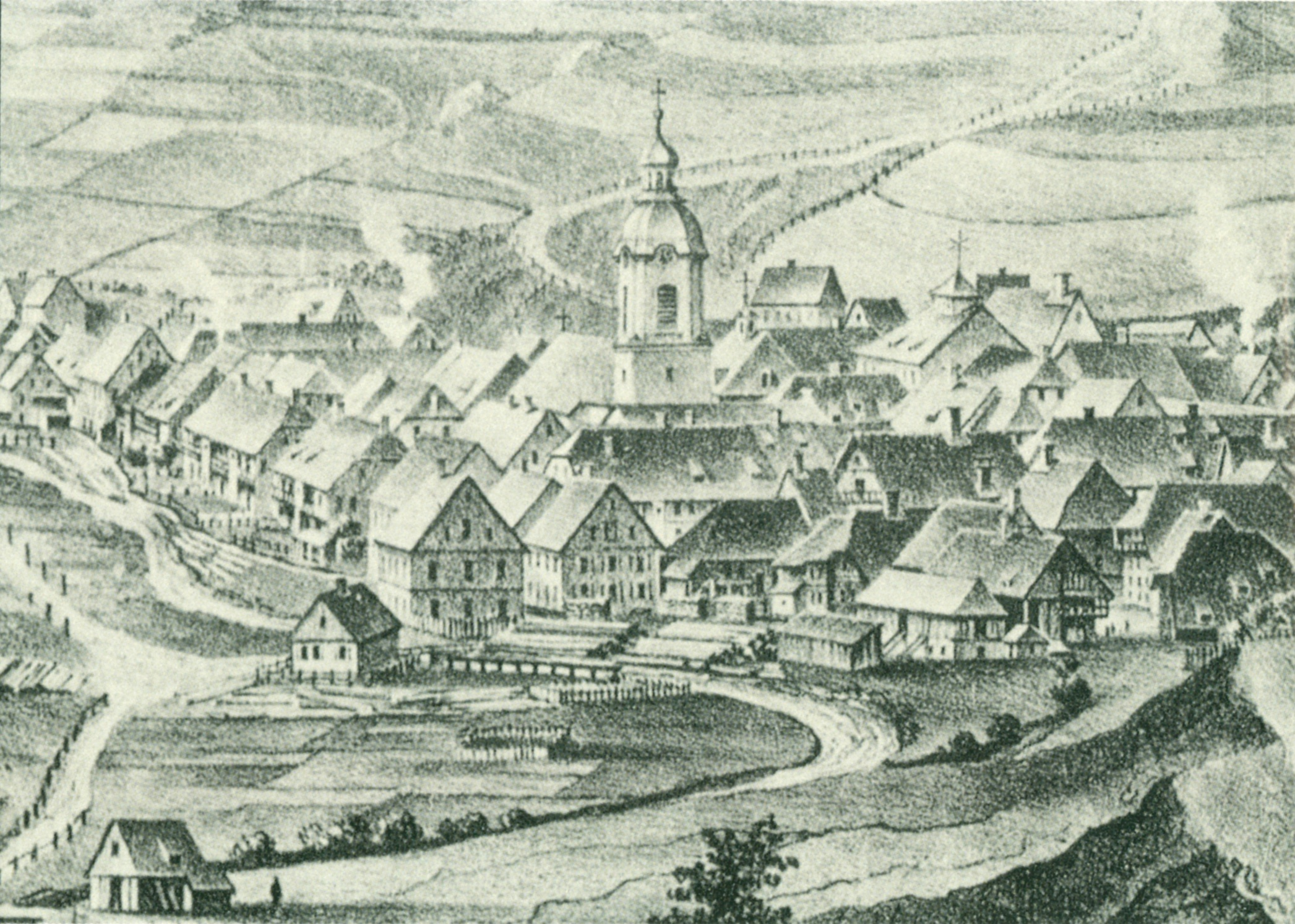
Vöhrenbach 1792

Im hohen Mittelalter hatten die Grafen von Urach-Freiburg am Ufer der Breg im südöstlichen Schwarzwald auf dem Gebiet eines bestehenden Hofguts die Stadt Vöhrenbach errichtet. Nach deren Aussterben kam sie auf dem Erbwege an das Haus Fürstenberg und wurde Mittelpunkt eines Amtes, dem noch elf weitere Dörfer zugeordnet wurden. Später wurde es aufgelöst und dem Obervogteiamt Neustadt eingegliedert, 1802 aber, in verkleinertem Umfang, erneut eigenständig.

### In badischer Zeit
Mit der Rheinbundakte von 1806 wurde das Haus Fürstenberg mediatisiert, ihr Fürstentum Fürstenberg zum größten Teil der badischen Landeshoheit unterstellt. Dessen Regierung errichtete daher im Sommer 1807 das standesherrschaftliche Amt Vöhrenbach, das sich, neben dem Hauptort, aus den Ortschaften Lengelsbach, Schönenbuchtal, Leinachertal, Urachertal, Fallenbachertal, Schollachtal, Schwärzenbach, Langohrmatt sowie den Burgen Alt- und Neufürstenberg zusammensetzte. Im Rahmen der Verwaltungsstruktur des Landes wurde es der Provinz des Oberrheins, auch Badische Landgrafschaft genannt, zugeordnet.
Im Dezember 1807 wurde das Amt Vöhrenbach dem landesherrschaftlichen Obervogteiamt Villingen unterstellt. In Umsetzung des Novemberedikts von 1809 wurde diese Konstellation Anfang 1810 aufgehoben, das Amt unterstand nun dem neu errichteten Donaukreis.
Im Juni 1811 wurde das Amt Vöhrenbach aufgelöst und dem Amt Neustadt eingegliedert.

## Weitere Entwicklung
Nachdem die Aufhebung der Patrimonialgerichtsbarkeit 1813 eine einheitliche Zuständigkeit der Ämter ermöglicht hatte, entstand aus dem Amt Neustadt das Bezirksamt Neustadt. 1850 wurde Vöhrenbach mit drei weiteren Gemeinden zünächst zum Bezirksamt Villingen, 1924 zum Bezirksamt Donaueschingen umgesetzt. Aus diesem ging 1939 der Landkreis Donaueschingen hervor. Im Zuge der Kreisreform Anfang 1973 kamen Vöhrenbach und Umgebung zum Schwarzwald-Baar-Kreis.